# Staatliche Verwahrung von Kernbrennstoffen
Der Umgang mit Kernbrennstoffen ist in Deutschland nach den Vorschriften des Atomgesetzes (AtG) grundsätzlich genehmigungsbedürftig. Zum Besitz von Kernbrennstoffen ist daher nur berechtigt, wer z. B. Kernbrennstoffe nach § 4 AtG befördert oder nach § 6 AtG in einem Zwischenlager aufbewahrt. Zum Besitz von Kernbrennstoffen berechtigt darüber hinaus auch eine Anordnung nach § 19 Abs. 3 Satz 2 Nr. 2 AtG zur Aufbewahrung von Kernbrennstoffen. Kernbrennstoffe, bei denen ein Berechtigter nicht feststellbar oder nicht heranziehbar ist, sind gemäß § 5 Abs. 4 AtG staatlich zu verwahren. Dieser Fall kann etwa eintreten, wenn Kernbrennstoffe gefunden oder bei Grenzkontrollen sichergestellt werden. Problematisch ist u. a der unberechtigte Besitz von Plutonium, da es sich um waffenfähiges Material handelt. Die staatliche Verwahrung dient daher auch der internationalen Non-Proliferations-Kontrolle.
Bei der staatlichen Verwahrung ist gemäß § 5 Abs. 5 AtG die nach dem Stand von Wissenschaft und Technik erforderliche Vorsorge gegen Schäden durch die Aufbewahrung von Kernbrennstoffen zu treffen und der erforderliche Schutz gegen Störmaßnahmen oder sonstige Einwirkungen Dritter zu gewährleisten. Staatlich verwahrte Kernbrennstoffe sollen also nach denselben Sicherheitsstandards geschützt werden wie Kernkraftwerke oder Zwischenlager.

## Zuständige Verwahrungsbehörde
Die zuständige Behörde für die staatliche Verwahrung ist das Bundesamt für kerntechnische Entsorgungssicherheit (BfE). Es hat diese Aufgabe am 30. Juli 2016 vom bis dahin zuständigen Bundesamt für Strahlenschutz (BfS) übernommen. Von 1959 bis zur Gründung des BfS im Jahr 1989 war die Physikalisch-Technische Bundesanstalt (PTB) in Braunschweig staatliche Verwahrungsbehörde.

## Staatliche Verwahrung in Hanau
Das „Staatliche Verwahrlager“ in Hanau (auch Bundeslager) wurde 1981 im sogenannten Spaltstoffbunker auf dem Gelände der ehemaligen Produktionsanlage für Mischoxid-Brennelemente (MOX-Brennelemente) der Firma Siemens (früher ALKEM) eingerichtet. Im Kernbrennstofflager des Bundesamts für Strahlenschutz in Hanau lagerten plutoniumhaltige Kernbrennstoffe der RWE, des Forschungszentrums Karlsruhe sowie Kleinstmengen des Bundes. Es handelte sich hierbei um den im Eigentum der RWE Power AG befindlichen Erstkern des nie in Betrieb gegangenen Schnellen Brüters Kalkar und um weitere unbenutzte Kernbrennstoffe für den mittlerweile stillgelegten Schnellbrüter-Forschungsreaktor KNK II in Karlsruhe.
In Hanau befanden sich weiterhin vier Kerne von stillgelegten Siemens-Unterrichtsreaktoren SUR-100, die in Hochschulen zu Ausbildungszwecken eingesetzt werden. Sie beinhalteten Kernbrennstoff in Form von 8 bis 13 runden Polyethylenplatten (ca. 30 cm Durchmesser, ca. 25 cm hoch), in die pro Reaktor insgesamt 13 bis 15 kg Schwermetall (19,99 % angereichertes Uran) eingebettet waren. Im Spaltstoffbunker in Hanau wurden sie in jeweils einem Spezialfass aufbewahrt, das als unfallsichere Transportverpackung zugelassen war.
Das Lager wurde insbesondere eingerichtet, weil ALKEM genehmigungsrechtlich in der Umgangsmenge mit Spaltstoffen beschränkt war. Das Bundeslager fungierte deshalb zunächst hauptsächlich als „Pufferlager“ der ALKEM/Siemens AG. Seit den neunziger Jahren plante und betrieb die Siemens AG den Rückbau des Nuklear-Standortes Hanau. In diesem Zusammenhang hatten die Siemens AG und der Bund im Jahr 2001 vereinbart, dass das Staatliche Verwahrlager den Siemens-Spaltstoffbunker bis Ende 2005 räumt.
Die Staatliche Verwahrung in Hanau wurde zum Ende des Jahres 2005 endgültig geschlossen. Das Bundesamt für Strahlenschutz hat die letzten dort noch lagernden Kernbrennlemente aus vier Kleinstreaktoren der Forschung mittlerweile abtransportiert. In Hanau existiert derzeit noch eine kerntechnische Anlage der Daher Nuclear Technologies.

## Staatliche Verwahrung in Berlin
In Berlin-Karlshorst verwahrt das Bundesamt für kerntechnische Entsorgungssicherheit (BfE) derzeit einen Plutonium-Beryllium-Neutronenstrahler, der zur Kalibrierung von Messgeräten eingesetzt wurde. Die Quelle ist eine Altlast des Staatlichen Amtes für Atomsicherheit und Strahlenschutz der DDR, das seinen Sitz in Karlshorst hatte. Der Neutronenstrahler hat die Form eines Zylinders (ca. 6 cm dick und ca. 10 cm hoch) und enthält kleinere Mengen Kernbrennstoff. Zur Abschirmung der ionisierenden Strahlung dient Polyethylen, ein auch im Alltagsgebrauch üblicher Kunststoff, sowie ein Bunker.
Das Gelände soll in Zukunft aufgegeben werden, damit dort Wohnungen gebaut werden können. Nach Aussage des BfE gebe es für eine Nachnutzung aus Gründen des Strahlenschutzes keine Einschränkungen. Wohin die Strahlenquelle gebracht werden soll, ist vorerst noch unklar. Das BfE will einen Abtransport der Quelle prüfen und erwägt sowohl nationale als auch internationale Optionen. Nach Auskunft der Berliner Atomaufsicht steht für einen Abtransport jedoch derzeit noch kein geeigneter Transportbehälter zur Verfügung.

## Staatliche Verwahrung in Lubmin
Um für den Notfall gerüstet zu sein, werden für das Bundesamt für kerntechnische Entsorgungssicherheit im Zwischenlager Nord (ZLN) bei Lubmin (Mecklenburg-Vorpommern) drei Stellplätze für Castorbehälter vorgehalten, auf denen aufgefundene oder sichergestellte Kernbrennstoffe verwahrt werden können. Dabei handelt es sich um eine Vorsorgemaßnahme zum Schutz der Bevölkerung.